# Qingtongxia
Qingtongxia är en stad på häradsnivå som lyder under Wuzhongs stad på prefekturnivå i den autonoma regionen Ningxia i nordvästra Kina. Den ligger omkring 64 kilometer sydväst om regionhuvudstaden Yinchuan. 